# Mimulosia albipicta
Mimulosia albipicta là một loài bướm đêm thuộc phân họ Arctiinae, họ Erebidae.